# Orde van Twintig Augustus
De Orde van Twintig Augustus (Frans: "Ordre du 20 Août") werd op 2 oktober 1960 ingesteld en is daarmee de oudste van de drie Senegalese ridderorden. Men kent de orde toe voor verdiensten voor de onafhankelijkheidsbeweging en de "emancipatie van het Senegalese volk".
De orde heeft een enkel graad en wordt aan een rood lint met een zwarte streep op de linkerborst gedragen. Het kleinood is een vijfpuntige zilveren ster met in het midden een leeuw en een ster. Op de keerzijde staat het motto  "Un peuple, un but, une foi".